# Mallahle
Le Mallahle, aussi appelé Mallali, Sorc-Ali ou Sorc-Alli, est un volcan d'Éthiopie situé non loin de la frontière avec l’Érythrée. Il se présente sous la forme d'un stratovolcan couronné par une caldeira de six kilomètres de diamètre. Il est couvert de coulées de lave rhyolitiques et basaltiques et sa dernière éruption s'est produite à une date inconnue.

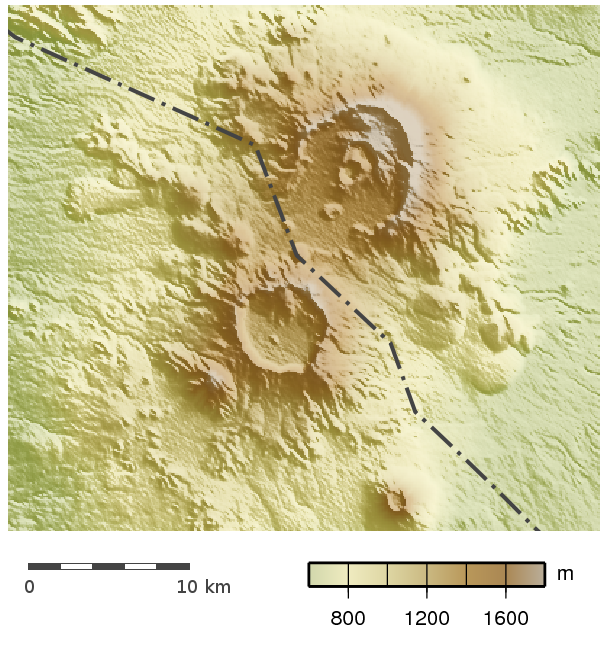
Carte topographique du Nabro (en haut) et du Mallahle (en bas) avec la frontière entre l'Érythrée et l'Éthiopie passant entre les deux.